# Plagiochila fusifera
Plagiochila fusifera là một loài rêu trong họ Plagiochilaceae. Loài này được Taylor mô tả khoa học đầu tiên.